# Petra Bockle
Petra Yolanda Sonia Bockle (sinh ngày 14 tháng 5 năm 1995) được biết đến với tên chuyên nghiệp là Petra, là một rapper, nhạc sĩ và ca sĩ gốc Kenyan và Seychellois. Cô biểu diễn bằng cả tiếng Swirin và tiếng Anh, đôi khi chuyển đổi qua lại. Cô trích dẫn 2Pac, Eminem, MC Lyte và Lil 'Kim là những ảnh hưởng âm nhạc của cô.

## Cuộc sống ban đầu
Petra Bockle được sinh ra từ một người mẹ Kenya và cha Seychellois. Cha cô mất năm 2004, khi Petra chín tuổi, sau đó cô bắt đầu hoạt động với âm nhạc trong khoảng thời gian này như một hình thức trị liệu.

## Sự nghiệp
Petra lần đầu xuất hiện trên "Ligi Soo Remix" có sự góp mặt của cô cùng với các nghệ sĩ Kenya khác. Sự kiện bao gồm: Kaka Sungura, Madtraxx, MwendaMchizi và Mejja trong số những người khác. Sau đó cô biến mất khỏi sân khấu âm nhạc một lúc. Năm 2018, cô hợp tác với nghệ sĩ hip hop người Kenya Khalecraft Jones trong một bài hát có tựa đề "Rider". Trong video âm nhạc cho "Rider", có sự góp mặt của Khalecraft Jones, Petra được nhìn thấy đang ăn thịt sống, thực sự là gan sống, gây ra tranh cãi.
Một tháng sau, cô được xuất hiện trên một bài hát khác có tên "Khali Kartel Cypher". Petra đã biểu diễn cùng với Mr Eazi tại buổi hòa nhạc Hypefest trong chuyến lưu diễn ở Kenya. Đĩa đơn mới nhất của cô "i got that" có ca sĩ Victoria Kimani.

## Danh sách đĩa hát

### Đĩa đơn
| Tựa đề                               | Năm phát hành |      |
| ------------------------------------ | ------------- | ---- |
| Tôi đã nhận được ft. Victoria Kimani | 2018          |      |
| Tên cướp ft. Hoàng hậu               | 2017          |      |
| Đứng lên Inuka                       | Bambika       | 2017 |

### Là nghệ sĩ chính
| Tựa đề              | Ngày phát hành |
| ------------------- | -------------- |
| Ligi Soo Remix      | 2013           |
| Eish                | 2015           |
| Cartel Khali        | 2018           |
| Kỵ sĩ               | 2018           |
| Khali Kartel Cypher | 2018           |

## Phần thưởng và đề cử
Năm 2012, Petra đã giành được một giải thưởng dành cho nữ nghệ sĩ xuất sắc nhất tại Giải thưởng Âm nhạc Bờ biển Kenya. Sau đó vào năm 2015, cô nhận được một giải thưởng dành cho nữ nghệ sĩ hip hop xuất sắc nhất tại Giải thưởng Người nổi tiếng Pwani.